# Escut de Gallifa

Escut oficial de Gallifa

L'escut oficial de Gallifa té el següent blasonament:
Escut caironat: d'or, un gall de gules. Per timbre una corona mural de poble.

## Història
Va ser aprovat el 26 d'octubre de 1987 i publicat al DOGC el 18 de novembre del mateix any amb el número 916.
El gall és el senyal parlant tradicional referent al nom del poble.